# João Carlos da Silva Pita
João Carlos da Silva Pitta (Horta, 26 de maio de 1860 — New Bedford, 1936) foi um médico cirurgião formado pela Escola Médico-Cirúrgica de Lisboa. Exerceu as funções de delegado de saúde e médico do Hospital de Santo Espírito de Angra do Heroísmo antes de emigrar para New Bedford, Estados Unidos, onde exerceu clínica e foi vice-cônsul de Portugal. Exerceu diversas funções políticas em Angra do Heroísmo.

## Biografia
Nascido na cidade da Horta, ilha do Faial, filho de João Augusto Bettencourt Pitta, advogado e magistrado naquela cidadae, e de Maria da Glória Silva. A família fixou-se em Angra do Heroísmo poucos anos depois do seu nascimento. Após a conclusão do ensino secundário na cidade de Angra do Heroísmo partiu para Coimbra, onde realizou os estudos preparatórios para ingresso no curso de Medicina. Concluídos esses estudos, matriculou-se na Escola Médico-Cirúrgica de Lisboa, onde conclui o curso de Medicina em 1884.
Terminado o curso, fixou-se em Angra do Heroísmo, onde exerceu clínica, sendo pouco depois nomeado para o cargo de Delegado de Saúde. Para além das suas funções no Hospital de Santo Espírito era também médico do partido municipal. Nas funções de Delegado de Saúde distinguiu-se no combate a uma epidemia de varíola que atingiu a ilha Terceira, sendo em consequência agraciado em 1892 com o hábito de cavaleiro da Ordem de Santiago da Espada.
Em 1893 integrou um grupo de estudo, que com apoio governamental se deslocou aos Estados Unidos e à Europa para estudar serviços de higiene pública e hospitalar. Foi o primeiro médico dos Açores que operou um sistema de esterilização em ambiente de cirurgia, com aparelhos oferecidos pela Caixa Económica de Angra.
Em 1895 emigrou para os Estados Unidos da América, onde exerceu clínica em New Bedford, sendo médico assistente no St. Luke's Hospital (Hospital de São Lucas). Foi vice-cônsul de Portugal durante onze anos na cidade de New Bedford. Foi um dos fundadores de uma liga de assistência aos tuberculosos, a New Bedford Anti-Tuberculosis Association, que a partir de 1909 operou um sanatório em Sassaquin, North End de New Bedford (o Sassaquin Sanatorium).
Sem grande militância política, era contudo afecto ao Partido Regenerador.